# چارلی چان (شناگر)
چارلی چان (۲ فوریهٔ ۱۹۱۱) شناگر اهل چین بود. او در المپیک تابستانی ۱۹۳۶ در رشتهٔ شنای ۱۰۰ متر آزاد مردان شرکت کرد.